# FRELIMO
FRELIMO (Portugees: Frente de Libertação de Moçambique, d.i. Bevrijdingsfront van Mozambique) is de belangrijkste politieke partij in Mozambique. De partij is al sinds de onafhankelijkheid in 1975 aan de macht in het land. Haar machtsbasis is vooral te vinden onder het Shangaan volk.
FRELIMO werd in 1962 in Dar es Salaam opgericht als bevrijdingsfront dat zich keerde tegen de Portugese overheersing van Mozambique. Medeoprichter Eduardo Mondlane was de eerste voorzitter van FRELIMO. FRELIMO was in haar beginjaren in feite een bundeling van de bevrijdingsbewegingen:
- UDE-NAMO - União Democrática Nacional de Moçambique (Nationaal Democratische Unie van Mozambique);
- MANU - Mozambique African National Union (Mozambikaanse Afrikaanse Nationale Unie);
- UMANI - União Nacional Africana para Moçambique Independente (Afrikaanse Nationale Unie voor de Onafhankelijkheid van Mozambique).

In 1963 werd het hoofdkwartier in Dar es Salaam (Tanzania) gehuisvest. FRELIMO begon een guerrillastrijd tegen de Portugezen en sinds 1964 controleerde FRELIMO het noorden van het land. De beweging ontving zowel de steun van de westerse wereld als van de Sovjet-Unie.
In 1969 werd de gematigde Mondlane in het hoofdkwartier van de FRELIMO in Dar es Salaam vermoord, mogelijk door radicale elementen binnen FRELIMO. Nadien vond er een radicalisering binnen de beweging plaats. In de jaren 70 groeide het aantal FRELIMO-strijders uit tot ca. 7000 mannen en vrouwen. Dankzij haar guerrillatechnieken bleef FRELIMO het noorden, en later het midden van het land controleren, ondanks de 60.000 Portugese militairen die in Mozambique aanwezig waren om hen te bestrijden.
Na de Anjerrevolutie in Portugal (1974) waarbij minister-president Marcello Caetano werd afgezet, begon de nieuwe Portugese regering te onderhandelen met FRELIMO (1974-1975). Op 20 september 1974 kreeg Mozambique autonomie en op 25 juni 1975 werd de Volksrepubliek Mozambique uitgeroepen.
Met militaire steun van Cuba en de Sovjet-Unie wist FRELIMO-leider en president Samora Machel van Mozambique een eenpartijstaat te maken met FRELIMO (nu omgevormd tot politieke partij) als enige toegestane partij. Machel koos voor een socialistische koers. Meer dan een miljoen vluchtelingen aan de rand van de steden werden met geweld teruggestuurd naar het platteland, waarbij meer dan 100.000 mensen om het leven kwamen. Alle Portugezen werden het land uitgestuurd, ook de ontwikkelingswerkers die juist FRELIMO hadden gesteund. Door dit beleid stortte de economie in en verviel de infrastructuur van het land.

## Burgeroorlog
Direct na de onafhankelijkheid begon de burgeroorlog tussen de FRELIMO-regering en de anti-communistische RENAMO, een bevrijdingsbeweging die eerst door Rhodesië en later door Zuid-Afrika werd gesteund. In 1992 volgde een vredesverdrag.
President Samora Machel kwam in 1986 tijdens een vliegtuigongeluk om het leven en werd opgevolgd door Joaquim Chissano die zowel president van de volksrepubliek werd als voorzitter van FRELIMO. De gematigde Chissano schafte in 1989 het marxistisch socialisme als partijideologie af en maakte in 1990 een einde aan de eenpartijstaat. In 1994 volgden er democratische verkiezingen waarbij Chissano als president werd herkozen. In 1999 werd Chissano opnieuw gekandideerd door FRELIMO en wederom herkozen.
Kritiek op Chissano en ook op de partij, leidde er in 2004 toe dat Chissano zich niet meer voor het presidentschap kandideerde. FRELIMO schoof Armando Guebuza naar voren die op 1 en 2 december 2004 tot president van Mozambique werd gekozen. Chissano bleef leider van de partij.

## Eerste secretarissen van FRELIMO
- Eduardo Mondlane - 1961-februari 1969
- Samora Machel - februari 1969-25 juni 1975

## Voorzitters van FRELIMO
- Samora Machel - 25 juni 1975-19 oktober 1986
- Joaquim Chissano - 19 oktober 1986-heden

[het marxisme werd op 30 juli 1989 afgeschaft als partijideologie, vanaf 1990 werd de leidende rol van FRELIMO afgeschaft]